# 김재봉 (축구 선수)
김재봉(1996년 9월 6일 ~ )은 대한민국의 축구 선수로 포지션은 수비수이다.

## 클럽 경력

### 성남 FC
광주대학교 시절 팀을 U리그 권역 우승팀으로 만든 뒤 3학년을 마치고 2018 시즌을 앞둔 상황에서 성남 FC에 입단하여 신인 시즌에는 9경기에 출전하며 팀의 준우승과 함께 차기 시즌 K리그1 승격에 일조했다.

### 강릉시민축구단
성남의 K리그1 승격에 일조했지만 성남의 즉시 전력감이 아니라는 구단측의 판단에 따라 당시 내셔널리그 소속팀인 강릉시민축구단(당시 강릉시청)에서 1시즌동안 임대 선수로 활동하며 2019년 내셔널리그 우승에 기여했다.

### 제주 SK
2019 시즌 종료 후 성남으로 복귀했다가 본인을 영입한 남기일 감독이 친정팀인 제주 SK(전 제주 유나이티드)의 사령탑으로 부임하자마자 2020 시즌을 앞두고 제주로 이적하여 공식전 5경기에 출전하며 2020 시즌 리그 우승 및 1시즌만의 K리그1 복귀에는 일조했지만 성남 시절과 마찬가지로 2021 시즌부터 출전 기회를 전혀 부여받지 못했다.

### 안산 그리너스
제주에서 주전 자리를 꿰차지 못한 채 2021년 7월 19일 여름 이적 시장을 통해 K리그2 안산 그리너스에 입단한 뒤 2021 시즌 공식전 4경기에 출전했다.

### 광주 FC
2021 시즌을 마치고 대학교 재학 시절 연고팀인 광주 FC에 입단하며 5년만에 광주로 복귀함과 동시에 성남 시절 선수와 수석 코치로 연을 맺은 이정효 감독과도 재회했다.
광주 입단 이후 2022년 K리그2 29경기에 출전하여 3년만의 K리그2 우승 및 2년만의 K리그1 복귀에 크게 기여했지만 K리그1 승격 이후에는 이렇다할 출전 기회를 얻지 못했다.
그리고 설상가상으로 3년 전인 2020년 제3자를 통해 스포츠토토를 이용한 사실이 발각되며 결국 광주 입단 1년만에 구단에서 퇴출당했는데 이후 국민체육진흥법에 의거해 최종적으로는 참고인이 아예 증거를 제출하지 않으면서 증거 불충분으로 무혐의를 받았지만 광주 구단에서는 참고인이 구단에 익명으로 제시했던 증거만으로도 '김재봉은 도박에 참여했다'고 간주하여 방출을 결정했다.

## 수상

### 클럽
성남 FC
- K리그2 : 준우승 (2018)

강릉시민축구단
- 내셔널리그 : 우승 (2019)

제주 SK
- K리그2 : 우승 (2020)

광주 FC
- K리그2 : 우승 (2022)